# Västerlövsta pastorat
Västerlövsta pastorat är ett pastorat inom Svenska kyrkan i Upplands västra kontrakt av Uppsala stift.
Pastoratskod är 010908.

## Administrativ historik
Pastoratet fanns från medeltiden för Västerlövsta och Enåkers församling. Detta pastorat utökades 1962 med Huddunge församling.

## Ingående församlingar
- Västerlövsta församling
- Enåkers församling
- Huddunge församling